# Bucculatrix flourensiae
Bucculatrix flourensiae är en fjärilsart som beskrevs av Braun 1963. Bucculatrix flourensiae ingår i släktet Bucculatrix och familjen kronmalar. Inga underarter finns listade i Catalogue of Life.